# Список астероїдів (5001—5100)
| Назва                                | Тимчасове позначення | Дата відкриття    | Місце відкриття                            | Відкривач                                              |
| ------------------------------------ | -------------------- | ----------------- | ------------------------------------------ | ------------------------------------------------------ |
| 5001 EMP                             | 1987 SB1             | 19 вересня 1987   | Станція Андерсон-Меса                      | Едвард Бовелл                                          |
| 5002 Марнікс (Marnix)                | 1987 SS3             | 20 вересня 1987   | Смолян                                     | Ерік Вальтер Ельст                                     |
| 5003 Сільваномінуто (Silvanominuto)  | 1988 ER2             | 15 березня 1988   | Обсерваторія Ла-Сілья                      | В. Феррері                                             |
| 5004 Брух (Bruch)                    | 1988 RR3             | 8 вересня 1988    | Обсерваторія Карла Шварцшильда             | Ф. Бернґен                                             |
| 5005 Кеґлер (Kegler)                 | 1988 UB              | 16 жовтня 1988    | Обсерваторія Кушіро                        | Сейджі Уеда, Хіроші Канеда                             |
| 5006 Теллер (Teller)                 | 1989 GL5             | 5 квітня 1989     | Паломарська обсерваторія                   | Е. Гелін                                               |
| 5007 Кей (Keay)                      | 1990 UH2             | 20 жовтня 1990    | Обсерваторія Сайдинг-Спрінг                | Роберт Макнот                                          |
| 5008 Міядзавакеній (Miyazawakenji)   | 1991 DV              | 20 лютого 1991    | Обсерваторія Дінік                         | Ацуші Суґіе                                            |
| 5009 Sethos                          | 2562 P-L             | 24 вересня 1960   | Паломарська обсерваторія                   | К. Й. ван Гаутен, І. ван Гаутен-Ґроневельд, Т. Герельс |
| 5010 Аменемхет (Amenemhet)           | 4594 P-L             | 24 вересня 1960   | Паломарська обсерваторія                   | К. Й. ван Гаутен, І. ван Гаутен-Ґроневельд, Т. Герельс |
| 5011 Ptah                            | 6743 P-L             | 24 вересня 1960   | Паломарська обсерваторія                   | К. Й. ван Гаутен, І. ван Гаутен-Ґроневельд, Т. Герельс |
| 5012 Eurymedon                       | 9507 P-L             | 17 жовтня 1960    | Паломарська обсерваторія                   | К. Й. ван Гаутен, І. ван Гаутен-Ґроневельд, Т. Герельс |
| 5013 Сучжоусаньчжун (Suzhousanzhong) | 1964 VT1             | 9 листопада 1964  | Обсерваторія Цзицзіньшань                  | Обсерваторія Червона Гора                              |
| 5014 Горчаков (Gorchakov)            | 1974 ST              | 19 вересня 1974   | КрАО                                       | Черних Людмила Іванівна                                |
| 5015 Літке (Litke)                   | 1975 VP              | 1 листопада 1975  | КрАО                                       | Смирнова Тамара Михайлівна                             |
| 5016 Мігіренко (Migirenko)           | 1976 GX3             | 2 квітня 1976     | КрАО                                       | Черних Микола Степанович                               |
| 5017 Тендзі (Tenchi)                 | 1977 DS2             | 18 лютого 1977    | Обсерваторія Кісо                          | Хірокі Косаї, Кіїтіро Фурукава                         |
| 5018 Темму (Tenmu)                   | 1977 DY8             | 19 лютого 1977    | Обсерваторія Кісо                          | Хірокі Косаї, Кіїтіро Фурукава                         |
| 5019 Ерфйорд (Erfjord)               | 1979 MS6             | 25 червня 1979    | Обсерваторія Сайдинг-Спрінг                | Е. Гелін, Ш. Дж. Бас                                   |
| 5020 Азімов (Asimov)                 | 1981 EX19            | 2 березня 1981    | Обсерваторія Сайдинг-Спрінг                | Ш. Дж. Бас                                             |
| 5021 Криланія (Krylania)             | 1982 VK12            | 13 листопада 1982 | КрАО                                       | Карачкіна Людмила Георгіївна                           |
| 5022 Роккапалумба (Roccapalumba)     | 1984 HE1             | 23 квітня 1984    | Обсерваторія Ла-Сілья                      | В. Феррері                                             |
| 5023 Agapenor                        | 1985 TG3             | 11 жовтня 1985    | Паломарська обсерваторія                   | Керолін Шумейкер, Юджин Шумейкер                       |
| 5024 Бечманн (Bechmann)              | 1985 VP              | 14 листопада 1985 | Обсерваторія Брорфельде                    | Поуль Єнсен                                            |
| (5025) 1986 TS6                      | 1986 TS6             | 5 жовтня 1986     | Півніце                                    | Мілан Антал                                            |
| 5026 Мартес (Martes)                 | 1987 QL1             | 22 серпня 1987    | Обсерваторія Клеть                         | Антонін Мркос                                          |
| 5027 Androgeos                       | 1988 BX1             | 21 січня 1988     | Паломарська обсерваторія                   | Керолін Шумейкер                                       |
| 5028 Halaesus                        | 1988 BY1             | 23 січня 1988     | Паломарська обсерваторія                   | Керолін Шумейкер                                       |
| 5029 Ірландія (Ireland)              | 1988 BL2             | 24 січня 1988     | Паломарська обсерваторія                   | Керолін Шумейкер, Юджин Шумейкер                       |
| 5030 Ґілденкерне (Gyldenkerne)       | 1988 VK4             | 3 листопада 1988  | Обсерваторія Брорфельде                    | Поуль Єнсен                                            |
| 5031 Швейцар (Svejcar)               | 1990 FW1             | 16 березня 1990   | Обсерваторія Клеть                         | Зденька Ваврова                                        |
| 5032 Конрадгірш (Conradhirsh)        | 1990 OO              | 18 липня 1990     | Паломарська обсерваторія                   | Е. Гелін                                               |
| 5033 Містраль (Mistral)              | 1990 PF              | 15 серпня 1990    | Обсерваторія Верхнього Провансу            | Ерік Вальтер Ельст                                     |
| 5034 Джогаррінґтон (Joeharrington)   | 1991 PW10            | 7 серпня 1991     | Паломарська обсерваторія                   | Генрі Гольт                                            |
| 5035 Свіфт (Swift)                   | 1991 UX              | 18 жовтня 1991    | Обсерваторія Кушіро                        | Сейджі Уеда, Хіроші Канеда                             |
| 5036 Таттл (Tuttle)                  | 1991 US2             | 31 жовтня 1991    | Обсерваторія Кушіро                        | Сейджі Уеда, Хіроші Канеда                             |
| 5037 Габінґ (Habing)                 | 6552 P-L             | 24 вересня 1960   | Паломарська обсерваторія                   | К. Й. ван Гаутен, І. ван Гаутен-Ґроневельд, Т. Герельс |
| 5038 Overbeek                        | 1948 KF              | 31 травня 1948    | Республіканська обсерваторія Йоганнесбурга | Ернест Джонсон                                         |
| 5039 Розенкавалер (Rosenkavalier)    | 1967 GM1             | 11 квітня 1967    | Обсерваторія Карла Шварцшильда             | Ф. Бернґен                                             |
| 5040 Рабінович (Rabinowitz)          | 1972 RF              | 15 вересня 1972   | Паломарська обсерваторія                   | Т. Герельс                                             |
| 5041 Theotes                         | 1973 SW1             | 19 вересня 1973   | Паломарська обсерваторія                   | К. Й. ван Гаутен, І. ван Гаутен-Ґроневельд, Т. Герельс |
| 5042 Колпа (Colpa)                   | 1974 ME              | 20 червня 1974    | Астрономічний комплекс Ель-Леонсіто        | Обсерваторія Фелікса Аґілара                           |
| 5043 Задорнов (Zadornov)             | 1974 SB5             | 19 вересня 1974   | КрАО                                       | Черних Людмила Іванівна                                |
| 5044 Шестака (Shestaka)              | 1977 QH4             | 18 серпня 1977    | КрАО                                       | Черних Микола Степанович                               |
| 5045 Хоїнь (Hoyin)                   | 1978 UL2             | 29 жовтня 1978    | Обсерваторія Цзицзіньшань                  | Обсерваторія Червона Гора                              |
| 5046 Карлтонмур (Carletonmoore)      | 1981 DQ              | 28 лютого 1981    | Обсерваторія Сайдинг-Спрінг                | Ш. Дж. Бас                                             |
| 5047 Занда (Zanda)                   | 1981 EO42            | 2 березня 1981    | Обсерваторія Сайдинг-Спрінг                | Ш. Дж. Бас                                             |
| 5048 Моріарті (Moriarty)             | 1981 GC              | 1 квітня 1981     | Станція Андерсон-Меса                      | Едвард Бовелл                                          |
| 5049 Шерлок (Sherlock)               | 1981 VC1             | 2 листопада 1981  | Станція Андерсон-Меса                      | Едвард Бовелл                                          |
| 5050 Докторватсон (Doctorwatson)     | 1983 RD2             | 14 вересня 1983   | Станція Андерсон-Меса                      | Едвард Бовелл                                          |
| 5051 Ральф (Ralph)                   | 1984 SM              | 24 вересня 1984   | Обсерваторія Брорфельде                    | Поуль Єнсен                                            |
| 5052 Ненсірут (Nancyruth)            | 1984 UT3             | 23 жовтня 1984    | Паломарська обсерваторія                   | Керолін Шумейкер, Юджин Шумейкер                       |
| 5053 Хладні (Chladni)                | 1985 FB2             | 22 березня 1985   | Станція Андерсон-Меса                      | Едвард Бовелл                                          |
| 5054 Кейл (Keil)                     | 1986 AO2             | 12 січня 1986     | Станція Андерсон-Меса                      | Едвард Бовелл                                          |
| 5055 Опєкушин (Opekushin)            | 1986 PB5             | 13 серпня 1986    | КрАО                                       | Черних Людмила Іванівна                                |
| 5056 Рахуа (Rahua)                   | 1986 RQ5             | 9 вересня 1986    | Обсерваторія Ла-Сілья                      | Анрі Дебеонь                                           |
| (5057) 1987 DC6                      | 1987 DC6             | 22 лютого 1987    | Обсерваторія Ла-Сілья                      | Анрі Дебеонь                                           |
| 5058 Тарреґа (Tarrega)               | 1987 OM              | 28 липня 1987     | Обсерваторія Ґейсей                        | Тсутому Секі                                           |
| 5059 Сарома (Saroma)                 | 1988 AF              | 11 січня 1988     | Обсерваторія Кітамі                        | Кін Ендате, Кадзуро Ватанабе                           |
| 5060 Йонета (Yoneta)                 | 1988 BO5             | 24 січня 1988     | Обсерваторія Кушіро                        | Сейджі Уеда, Хіроші Канеда                             |
| 5061 Макінтош (McIntosh)             | 1988 DJ              | 22 лютого 1988    | Обсерваторія Сайдинг-Спрінг                | Роберт Макнот                                          |
| 5062 Ґленнміллер (Glennmiller)       | 1989 CZ              | 6 лютого 1989     | Паломарська обсерваторія                   | Е. Гелін                                               |
| 5063 Монтеверді (Monteverdi)         | 1989 CJ5             | 2 лютого 1989     | Обсерваторія Карла Шварцшильда             | Ф. Бернґен                                             |
| 5064 Тантьодзуру (Tanchozuru)        | 1990 FS              | 16 березня 1990   | Обсерваторія Кушіро                        | Масанорі Мацумаяма, Кадзуро Ватанабе                   |
| 5065 Джонстоун (Johnstone)           | 1990 FP1             | 24 березня 1990   | Паломарська обсерваторія                   | Е. Гелін                                               |
| 5066 Garradd                         | 1990 MA              | 22 червня 1990    | Обсерваторія Сайдинг-Спрінг                | Роберт Макнот                                          |
| 5067 Оксиденталь (Occidental)        | 1990 OX              | 19 липня 1990     | Паломарська обсерваторія                   | Е. Гелін                                               |
| 5068 Креґґ (Cragg)                   | 1990 TC              | 9 жовтня 1990     | Обсерваторія Сайдинг-Спрінг                | Роберт Макнот                                          |
| 5069 Токейдай (Tokeidai)             | 1991 QB              | 16 серпня 1991    | Станція JCPM Саппоро                       | Кадзуро Ватанабе                                       |
| 5070 Араї (Arai)                     | 1991 XT              | 9 грудня 1991     | Обсерваторія Кушіро                        | Сейджі Уеда, Хіроші Канеда                             |
| 5071 Шонмакер (Schoenmaker)          | 3099 T-2             | 30 вересня 1973   | Паломарська обсерваторія                   | К. Й. ван Гаутен, І. ван Гаутен-Ґроневельд, Т. Герельс |
| 5072 Хіокі (Hioki)                   | 1931 TS1             | 9 жовтня 1931     | Обсерваторія Гейдельберг-Кеніґштуль        | К. В. Райнмут                                          |
| 5073 Юнттура (Junttura)              | 1943 EN              | 3 березня 1943    | Турку                                      | Ірйо Вяйсяля                                           |
| 5074 Ґетцертел (Goetzoertel)         | 1949 QQ1             | 24 серпня 1949    | Обсерваторія Ґете Лінка                    | Університет Індіани                                    |
| 5075 Горячев (Goryachev)             | 1969 TN4             | 13 жовтня 1969    | КрАО                                       | Б. Бурнашова                                           |
| 5076 Лебедєв-Кумач (Lebedev-Kumach)  | 1973 SG4             | 26 вересня 1973   | КрАО                                       | Черних Людмила Іванівна                                |
| 5077 Фавалоро (Favaloro)             | 1974 MG              | 17 червня 1974    | Астрономічний комплекс Ель-Леонсіто        | Обсерваторія Фелікса Аґілара                           |
| 5078 Соловйов-Сєдой (Solovjev-Sedoj) | 1974 SW              | 19 вересня 1974   | КрАО                                       | Черних Людмила Іванівна                                |
| 5079 Брубек (Brubeck)                | 1975 DB              | 16 лютого 1975    | Астрономічний комплекс Ель-Леонсіто        | Обсерваторія Фелікса Аґілара                           |
| 5080 Оя (Oja)                        | 1976 EB              | 2 березня 1976    | Обсерваторія Квістаберг                    | Клаес-Інґвар Лаґерквіст                                |
| 5081 Сангін (Sanguin)                | 1976 WC1             | 18 листопада 1976 | Астрономічний комплекс Ель-Леонсіто        | Обсерваторія Фелікса Аґілара                           |
| 5082 Ніхонсьокі (Nihonsyoki)         | 1977 DN4             | 18 лютого 1977    | Обсерваторія Кісо                          | Хірокі Косаї, Кіїтіро Фурукава                         |
| 5083 Іринара (Irinara)               | 1977 EV              | 13 березня 1977   | КрАО                                       | Черних Микола Степанович                               |
| 5084 Ґнедін (Gnedin)                 | 1977 FN1             | 26 березня 1977   | КрАО                                       | Черних Микола Степанович                               |
| 5085 Гіппокрена (Hippocrene)         | 1977 NN              | 14 липня 1977     | КрАО                                       | Черних Микола Степанович                               |
| 5086 Демін (Demin)                   | 1978 RH1             | 5 вересня 1978    | КрАО                                       | Черних Микола Степанович                               |
| 5087 Ємельянов (Emelʹyanov)          | 1978 RM2             | 12 вересня 1978   | КрАО                                       | Черних Микола Степанович                               |
| 5088 Танкреді (Tancredi)             | 1979 QZ1             | 22 серпня 1979    | Обсерваторія Ла-Сілья                      | Клаес-Інґвар Лаґерквіст                                |
| 5089 Надгерна (Nadherna)             | 1979 SN              | 25 вересня 1979   | Обсерваторія Клеть                         | Антонін Мркос                                          |
| 5090 Вієт (Wyeth)                    | 1980 CG              | 9 лютого 1980     | Гарвардська обсерваторія                   | Гарвардська обсерваторія                               |
| 5091 Ісаковський (Isakovskij)        | 1981 SD4             | 25 вересня 1981   | КрАО                                       | Черних Людмила Іванівна                                |
| 5092 Манара (Manara)                 | 1982 FJ              | 21 березня 1982   | Станція Андерсон-Меса                      | Едвард Бовелл                                          |
| 5093 Свірелія (Svirelia)             | 1982 TG1             | 14 жовтня 1982    | КрАО                                       | Карачкіна Людмила Георгіївна                           |
| 5094 Серьожа (Seryozha)              | 1982 UT6             | 20 жовтня 1982    | КрАО                                       | Карачкіна Людмила Георгіївна                           |
| 5095 Escalante                       | 1983 NL              | 10 липня 1983     | Станція Андерсон-Меса                      | Едвард Бовелл                                          |
| 5096 Лузин (Luzin)                   | 1983 RC5             | 5 вересня 1983    | КрАО                                       | Журавльова Людмила Василівна                           |
| 5097 Аксфорд (Axford)                | 1983 TW1             | 12 жовтня 1983    | Станція Андерсон-Меса                      | Едвард Бовелл                                          |
| (5098) 1985 CH2                      | 1985 CH2             | 14 лютого 1985    | Обсерваторія Ла-Сілья                      | Анрі Дебеонь                                           |
| 5099 Ієнбенкс (Iainbanks)            | 1985 DY1             | 16 лютого 1985    | Обсерваторія Ла-Сілья                      | Анрі Дебеонь                                           |
| 5100 Пасачофф (Pasachoff)            | 1985 GW              | 15 квітня 1985    | Станція Андерсон-Меса                      | Едвард Бовелл                                          |

| Астероїди 1—10000 → |           |           |           |           |           |           |           |           |            |
| 1—100               | 1001—1100 | 2001—2100 | 3001—3100 | 4001—4100 | 5001—5100 | 6001—6100 | 7001—7100 | 8001—8100 | 9001—9100  |
| 101—200             | 1101—1200 | 2101—2200 | 3101—3200 | 4101—4200 | 5101—5200 | 6101—6200 | 7101—7200 | 8101—8200 | 9101—9200  |
| 201—300             | 1201—1300 | 2201—2300 | 3201—3300 | 4201—4300 | 5201—5300 | 6201—6300 | 7201—7300 | 8201—8300 | 9201—9300  |
| 301—400             | 1301—1400 | 2301—2400 | 3301—3400 | 4301—4400 | 5301—5400 | 6301—6400 | 7301—7400 | 8301—8400 | 9301—9400  |
| 401—500             | 1401—1500 | 2401—2500 | 3401—3500 | 4401—4500 | 5401—5500 | 6401—6500 | 7401—7500 | 8401—8500 | 9401—9500  |
| 501—600             | 1501—1600 | 2501—2600 | 3501—3600 | 4501—4600 | 5501—5600 | 6501—6600 | 7501—7600 | 8501—8600 | 9501—9600  |
| 601—700             | 1601—1700 | 2601—2700 | 3601—3700 | 4601—4700 | 5601—5700 | 6601—6700 | 7601—7700 | 8601—8700 | 9601—9700  |
| 701—800             | 1701—1800 | 2701—2800 | 3701—3800 | 4701—4800 | 5701—5800 | 6701—6800 | 7701—7800 | 8701—8800 | 9701—9800  |
| 801—900             | 1801—1900 | 2801—2900 | 3801—3900 | 4801—4900 | 5801—5900 | 6801—6900 | 7801—7900 | 8801—8900 | 9801—9900  |
| 901—1000            | 1901—2000 | 2901—3000 | 3901—4000 | 4901—5000 | 5901—6000 | 6901—7000 | 7901—8000 | 8901—9000 | 9901—10000 |